# Sùng bái xoài

Hình ảnh xoài Sindhri được trưng bày trong thời kỳ Cách mạng Văn hóa.

Sùng bái xoài (tiếng Trung: 芒果崇拜; bính âm: Mángguǒ chóngbài), là sự tôn kính hoặc thờ cúng quả xoài ở Trung Quốc đại lục trong thời kỳ Cách mạng Văn hóa. Ngày 5 tháng 8 năm 1968, Mao Trạch Đông được Bộ trưởng Ngoại giao Pakistan Mian Arshad Hussain biếu một hộp xoài Sindhri rồi ông đem tặng lại cho Đội Tuyên truyền Tư tưởng Công nông Mao Trạch Đông đóng tại Đại học Thanh Hoa.
Về sau này, xoài trở thành biểu tượng cho tình cảm của Mao Trạch Đông. Thay vì mang ra ăn, Đội Tuyên truyền Tư tưởng Công nông Mao Trạch Đông bảo quản quả xoài bằng dung dịch formaldehyde, hoặc niêm phong trong sáp để tỏ lòng tôn kính Mao Chủ tịch. Việc Mao Trạch Đông tặng xoài cho công nhân và sự nổi lên của việc sùng bái xoài trùng khớp với bước ngoặt của Cách mạng Văn hóa, khi giai cấp công nhân bắt đầu lãnh đạo cuộc cách mạng này.

## Lịch sử
Tháng 5 năm 1966, Mao Trạch Đông phát động Cách mạng Văn hóa ở Trung Quốc. Một sản phẩm phụ của Cách mạng Văn hóa là sự hình thành của nhiều nhóm sinh viên ủng hộ Mao, được gọi là Hồng vệ binh, trên khắp đất nước. Mặc dù cùng chia sẻ hệ tư tưởng Mao Trạch Đông, nhưng Hồng vệ binh thường có những cuộc đối đầu bạo lực giữa các nhóm.
Mùa xuân năm 1968, một cuộc xung đột mang tên Trận chiến Trăm ngày nổ ra ở Đại học Thanh Hoa. Trong đó, hai nhóm Hồng vệ binh đối lập là Binh đoàn Tỉnh Cương Sơn và phái 414 đã ném giáo mác, gạch đá và axit sunfuric vào nhau. Ngày 27 tháng 7 năm 1968, Mao liền cử 30.000 công nhân nhà máy Bắc Kinh thuộc Đội Tuyên truyền Tư tưởng Mao Trạch Đông Công nông tới ngăn chặn cuộc xung đột. Nửa tá công nhân thiệt mạng và hơn 700 người bị thương. Điều này khiến Mao chính thức giải tán Hồng vệ binh vào ngày hôm sau.
Ngày 5 tháng 8 năm 1968, Ngoại trưởng Pakistan, Mian Arshad Hussain, đến thăm Mao và tặng ông một hộp xoài Sindhri. Một câu chuyện cạnh tranh về nguồn gốc tuyên bố rằng kẻ tặng xoài chính là người Miến Điện. Mao đưa chúng cho các công nhân đóng tại Đại học Thanh Hoa. Bản thân việc từ chối ăn trái cây của ông được coi là sự hy sinh cá nhân vì lợi ích của những người lao động. Các công nhân tin rằng xoài là biểu tượng của lòng biết ơn của Mao Chủ tịch. Món quà trái cây trùng hợp với việc chuyển giao quyền quản lý của Cách mạng Văn hóa từ giới trí thức Trung Quốc sang cho tầng lớp lao động.
Rất ít người ở khu vực đó của Trung Quốc vào lúc bấy giờ biết xoài là quả gì, dẫn đến nhiều người sợ loại trái cây này và đem chúng ra so sánh với bàn đào trong thần thoại Trung Quốc. Những quả xoài ban đầu được bảo quản bằng hóa chất như formaldehyde và được trưng bày ở nhiều trường đại học Trung Quốc. Công nhân nhanh chóng bắt đầu tôn sùng những mô hình xoài bằng sáp và mang chúng diễu hành khắp đất nước, trừng phạt bất kỳ ai tỏ thái độ bất kính đều là thành phần phản cách mạng. Một nha sĩ ở trấn Phúc Lâm, huyện Trường Sa, tỉnh Hồ Nam tên là Hàn đã nhìn thấy xoài và nói rằng nó không có gì đặc biệt và trông giống như khoai lang. Anh ta bị đưa ra tòa xét xử và kết án vì tội phỉ báng đầy ác ý, phải đem diễu hành công khai khắp thị trấn rồi sau đó xử tử bằng một phát súng vào đầu.
Một chiếc xe tuần hành khổng lồ có hình giống như một giỏ xoài được mang ra diễu hành vào ngày 1 tháng 10 năm 1968, trong Lễ mừng Quốc khánh của Trung Quốc tại Quảng trường Thiên An Môn. Các bản sao xoài bằng sáp và nhựa có nhu cầu cao. Nhiều sản phẩm có chủ đề xoài khác nhau đã được bày bán, chẳng hạn như ga trải giường, giá để bàn trang điểm, khay và cốc tráng men, hộp đựng bút chì, xà phòng thơm mùi xoài và thuốc lá vị xoài, thường đi kèm với các khẩu hiệu yêu nước và hình ảnh của Mao. Một bộ huy chương được chế tác để kỷ niệm việc Mao tặng xoài, và huy hiệu Mao được sản xuất với hình quả xoài dưới mặt ông.

## Suy giảm
Sau hơn một năm, sự sùng bái xoài đã giảm đi đáng kể, và một số người thậm chí còn bắt đầu sử dụng xoài sáp làm nến khi mất điện.
Năm 1974, khi Đệ nhất Phu nhân Philippines Imelda Marcos đến thăm Trung Quốc với một hộp xoài làm quà, vợ của Mao Trạch Đông là Giang Thanh đã cố gắng khơi lại lòng tôn kính xoài bằng cách tặng lại hộp xoài cho công nhân. Giang Thanh sau đó đã làm đạo diễn một bộ phim tuyên truyền có tên là Ca khúc xoài. Trong vòng một tuần sau khi bộ phim được phát hành, Giang Thanh bị bắt và Ca khúc xoài phải ngừng lưu hành. Điều này đánh dấu sự kết thúc của tệ sùng bái xoài.
Xoài hiện đã phổ biến ở Trung Quốc và được coi là hàng tiêu dùng thông thường.